# Brachylophus bulabula
Espèce
Statut de conservation UICN

 EN A2bce+4bce : En danger
Statut CITES
Brachylophus bulabula est une espèce de sauriens de la famille des Iguanidae.

## Répartition
Cette espèce est originellement endémique des Fidji. Elle se rencontre sur Ovalau, sur Gau, sur Kadavu et sur Viti Levu.
Elle a été introduite à Éfaté au Vanuatu.

## Description
Cet iguane a été découvert en septembre 2008,.

## Publication originale
- Keogh, Edwards, Fisher, Harlow, 2008 : Molecular and morphological analysis of the critically endangered Fijian iguanas reveals cryptic diversity and a complex biogeographic history. Philosophical Transactions of the Royal Society, Series B, Biological sciences, vol. 363, n. 1508, p. 3413-3426.